# Csevice-patak (Nógrád vármegye)
A Csevice-patak a Mátrában ered, a Galyatetőtől  északkeletre, Nógrád vármegyében, mintegy 470 méteres tengerszint feletti magasságban. A patak forrásától kezdve északnyugati irányban halad, majd Tar településtől délre éri eléri a Csevice-patakot.
A Csevice-patak vízgazdálkodási szempontból a Zagyva Vízgyűjtő-tervezési alegység működési területét képezi.
A patakba torkollik a Szalajka-patak.

## Part menti település
- Tar